# Бронное (Ровненская область)
Бро́нное (укр. Бронне) — село в Малинской сельской общине Ровненского района Ровненской области Украины.
До 2020 года входило в Березновский район.
Население по переписи 2001 года составляло 914 человек. Почтовый индекс — 34611. Телефонный код — 8-03653. Код КОАТУУ — 5620481401.